# Brandon Snyder
Pour les articles homonymes, voir Snyder.
Brandon Roger Snyder, né le 23 novembre 1986 à Las Vegas (Nevada) aux États-Unis, est un ancien joueur de premier but et de troisième but ayant évolué dans la Ligue majeure de baseball entre 2010 et 2018.

## Biographie
Brandon Snyder est le fils de Brian Snyder, un lanceur de baseball ayant disputé 17 parties en Ligue majeure avec les Mariners de Seattle de 1985 et les A's d'Oakland de 1989.
Après des études secondaires à la Westfield High School de Chantilly (Virginie), Brandon Snyder est repêché le 7 juin 2005 par les Orioles de Baltimore au premier tour de sélection (13e choix). Il perçoit un bonus de 1,7 million de dollars à la signature de son premier contrat professionnel le 13 juin 2005.
Il passe cinq saisons en Ligues mineures avant d'effectuer ses débuts en Ligue majeure avec Baltimore le 10 septembre 2010 à Detroit. Le 13 septembre à Baltimore face aux Blue Jays de Toronto, Snyder réussit son premier coup sûr dans les grandes ligues, un simple face au lanceur Marc Rzepczynski qui lui permet de récolter du même coup son tout premier point produit. Après 16 parties jouées au total pour les Orioles de 2010 et 2011, il est échangé aux Rangers du Texas le 3 janvier 2012 contre une somme d'argent.
Snyder frappe son premier coup de circuit dans le baseball majeur le 2 mai 2012, aux dépens du lanceur Ricky Romero des Blue Jays de Toronto. Il obtient trois circuits et neuf points produits en 40 matchs et maintient une moyenne au bâton de ,277.
Le 12 décembre 2012, Snyder, qui est devenu agent libre, signe un contrat des ligues mineures avec Texas. Libéré par les Rangers le 27 mars 2013 à quelques jours du début de la nouvelle saison, il rejoint les Red Sox de Boston avec qui il dispute 27 matchs en 2013, ne frappant que pour ,180 de moyenne au bâton. Sa saison 2014 est passée avec les Red Sox de Pawtucket, le club-école du club bostonnais.
Il revient dans les majeures en 2016 pour 37 matchs avec les Braves d'Atlanta.

## Statistiques
| Saison | Équipe    | G  | AB | R | H | 2B | 3B | HR | RBI | SB | BA   |
| ------ | --------- | -- | -- | - | - | -- | -- | -- | --- | -- | ---- |
| 2010   | Baltimore | 10 | 20 | 1 | 6 | 2  | 0  | 0  | 3   | 0  | .300 |
| Totaux | Totaux    | 10 | 20 | 1 | 6 | 2  | 0  | 0  | 3   | 0  | .300 |

Note : G = Matches joués ; AB = Passages au bâton; R = Points ; H = Coups sûrs ; 2B = Doubles ; 3B = Triples ; 
HR = Coup de circuit ; RBI = Points produits ; SB = Buts volés ; BA = Moyenne au bâton.